# Quercus ithaburensis
Quercus ithaburensis là một loài thực vật có hoa trong họ Cử. Loài này được Decne. mô tả khoa học đầu tiên năm 1835.

## Hình ảnh

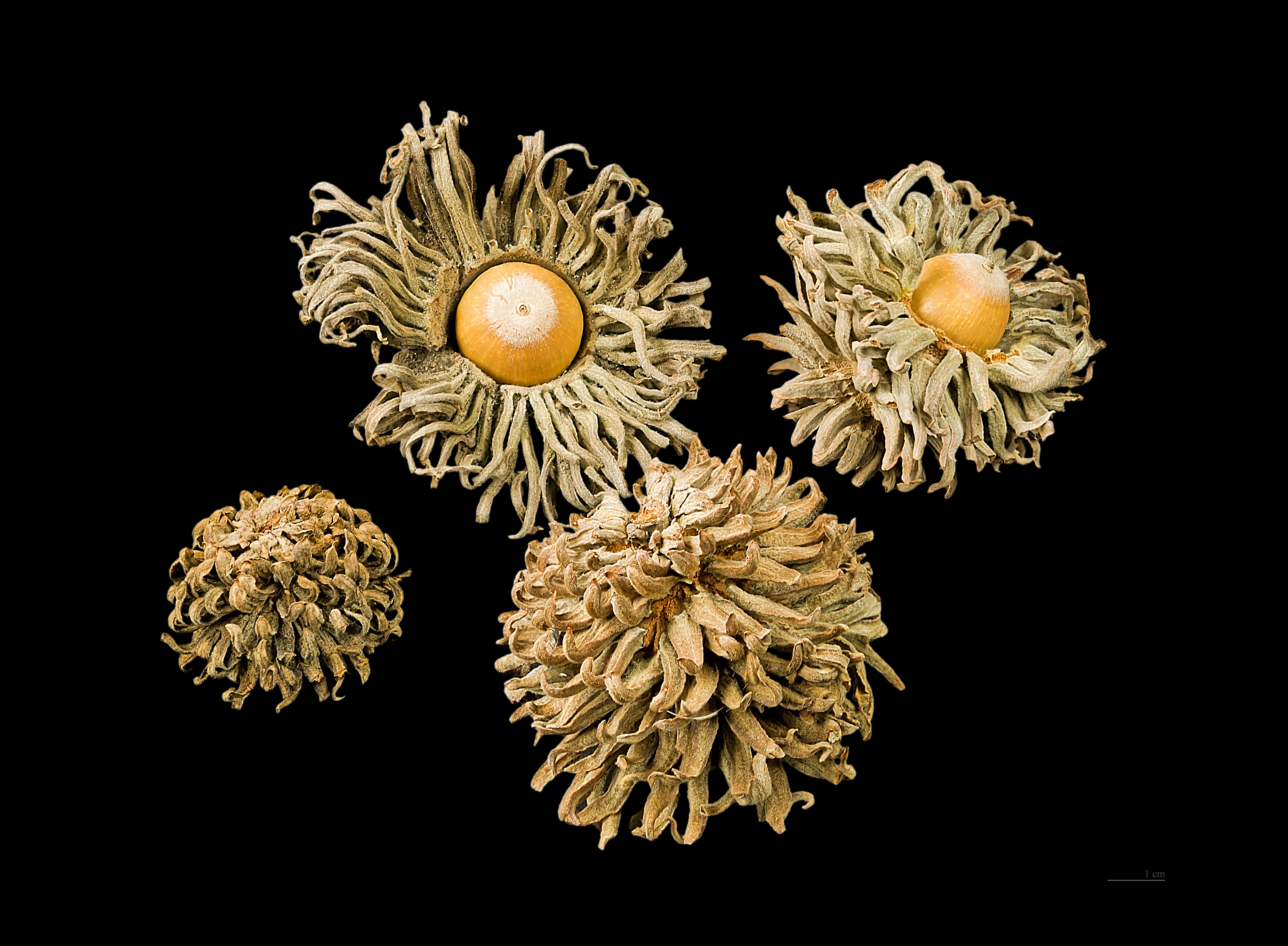
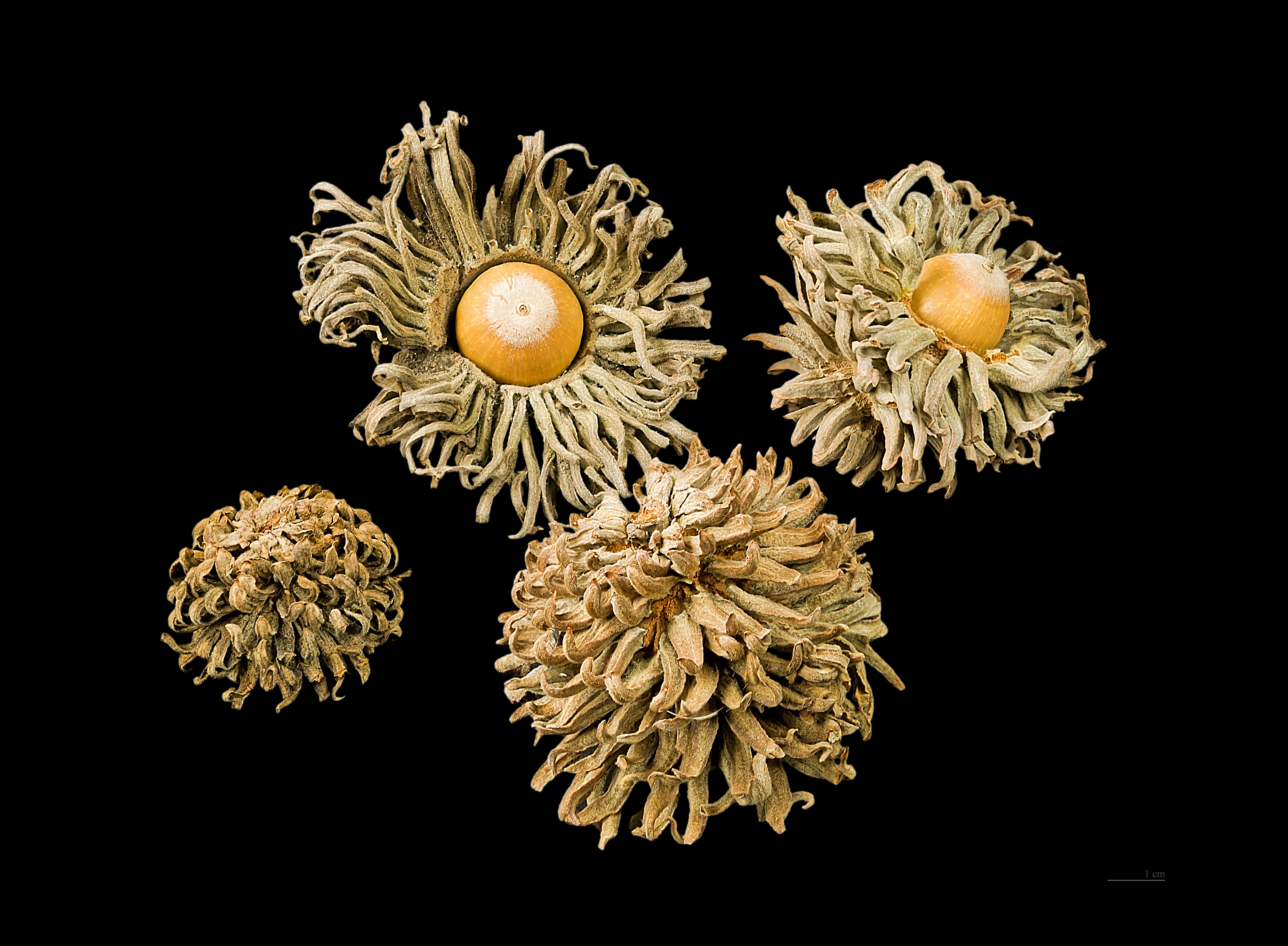
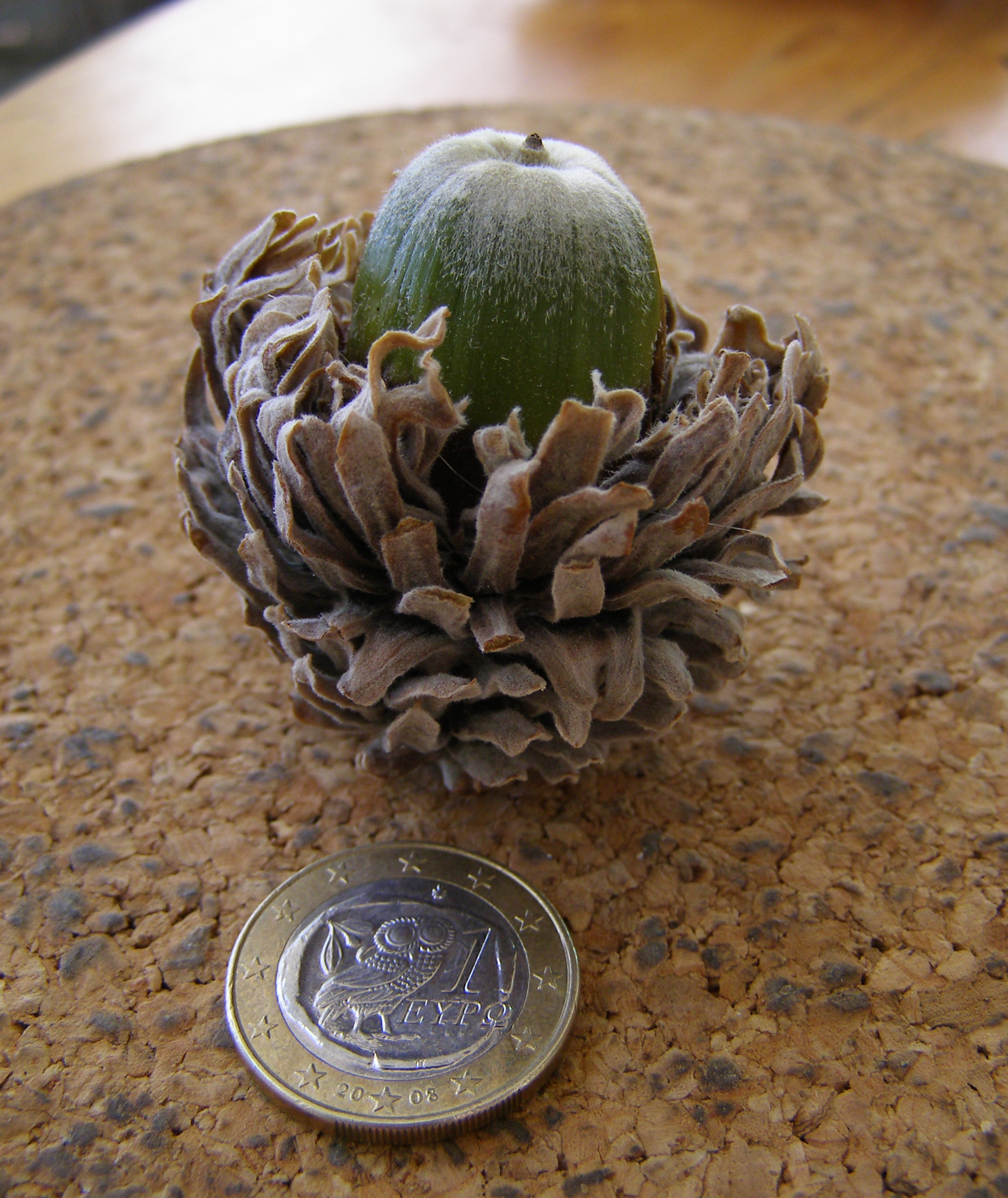
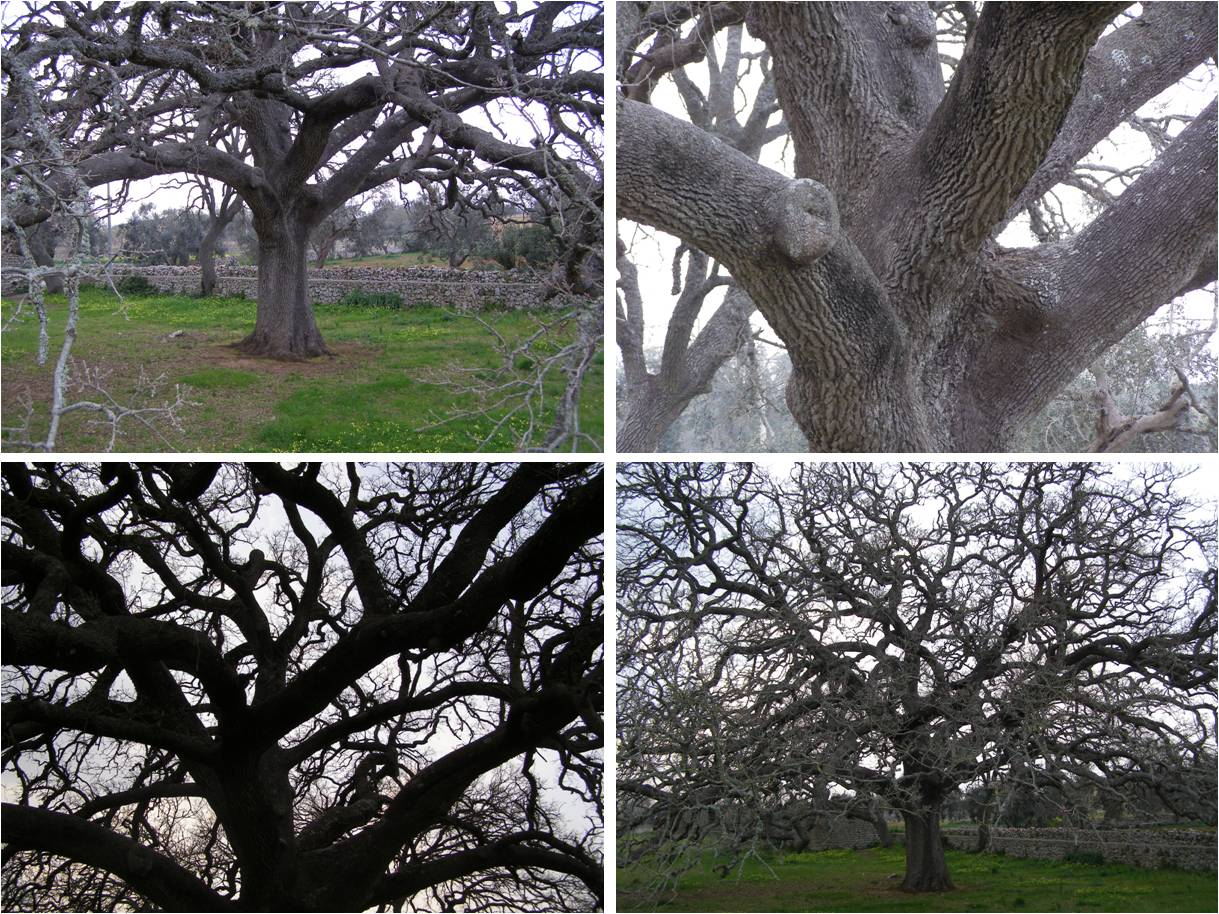